# Präparierkurs
Der Präparierkurs (von lateinisch praeparare „vorbereiten“), von den Studenten vielfach kurz „Präpkurs“ genannt, ist ein regulärer Teil der vorklinischen ärztlichen Ausbildung im Zuge der makroskopischen Anatomie. Präparierkurse oder (anatomische) Präparierübungen werden aber auch für andere medizinische Berufe angeboten  oder sind Teil einer medizinischen Fortbildung.
Im Präparierkurs präparieren die Studenten unter Anleitung und Aufsicht von Dozenten und Präparatoren mit einer Fixierlösung fixierte Leichen. Fixierte Leichen sind konserviert, doch da der Urzustand zum Zeitpunkt der Fixierung erhalten wird, verwendet man den Begriff „fixiert“ anstatt „konserviert“. Die Art der verwendeten Fixierlösung ist abhängig von dem Verwendungszweck. So gibt es z. B. bewegliche Präparate für Chirurgen in Aus- und Weiterbildung, um eine möglichst realistische Situation für den Arzt zu erzeugen.
Die Entscheidung, ihre sterblichen Überreste einem anatomischen Institut zu vermachen, wird von den Körperspendern zu Lebzeiten getroffen. Eine Körperspende ist kein feststehender Vertrag, womit jederzeit ein Widerruf erfolgen kann. Die Körperspender und deren Hinterbliebene erhalten für diese Spende für gewöhnlich kein Geld oder Ähnliches, allerdings gibt es je nach Institut Unterschiede, welche Leistungen das Institut aufgrund der Spende übernimmt. So ist es an der medizinischen Hochschule Hannover der Fall, dass die Kosten für Überführung und Bestattung von den Körperspendern mit Hilfe einer zweckgebundenen Spende zu leisten sind, während die Ruhr-Universität Bochum diese Kosten übernimmt.
Ziel des Kurses ist es, umfassende Kenntnisse der makroskopischen Anatomie zu vermitteln. Da es nur aufgrund dieses Wissens möglich ist, die verschiedenen Körperfunktionen wirklich zu verstehen, ist der Kurs eine wichtige Grundlage für das Verständnis klinischer Zusammenhänge. Während des Kurses sollen nicht nur theoretische Inhalte erarbeitet werden, sondern der Stoff auch praktisch durch buchstäbliches „Begreifen“ erlernt werden. Besonderes Augenmerk sollten die Studenten dabei auf die Variationen der Anatomie richten, welche nicht immer detailliert in einem Lehrbuch stehen. So wird der Venenverlauf eines Unterarms oft etwas anders aussehen, als im Lehrbuch angegeben. Diese Variationen, die vollkommen physiologisch sein können, können in dieser umfassenden Form meist nur im Präparierkurs erfasst werden.
Weiter vermittelt der Präparierkurs auch soziale und ethische Kompetenzen, die bei Diskussionen um die Bedeutung des Kurses für das Studium oft vernachlässigt werden.
Zu keinem anderen Zeitpunkt im Studium eröffnet sich den Studenten die Möglichkeit eines solchen Zugriffs auf die tatsächliche Anatomie.
Darüber hinaus haben die Studenten gewöhnlich die Möglichkeit, im Zuge des Präparierkurses an spezielleren Präparaten zu lernen. So stehen oft Trockenpräparate, Feuchtpräparate, Mazerationspräparate, Injektionspräparate, PEG-Präparate und Plastinate (Dauerpräparate) zur Verfügung.